# 馬斯喀特濕婆神廟
馬斯喀特濕婆神廟是阿曼馬斯喀特老城區的印度教寺廟，位於阿蘭姆皇宮旁，為中東地區歷史最久的印度教寺廟之一，其歷史已超過百年，應是1900年左右由當地的信德商人社群建立。寺廟每年慶祝數個印度教節日，濕婆節時吸引大量信徒來訪。
馬斯喀特濕婆神廟包含三座神殿。雖位處沙漠中，但神廟的井全年均能供水。2018年2月12日印度總理納倫德拉·莫迪訪問阿曼時參訪了此廟。

## 參見

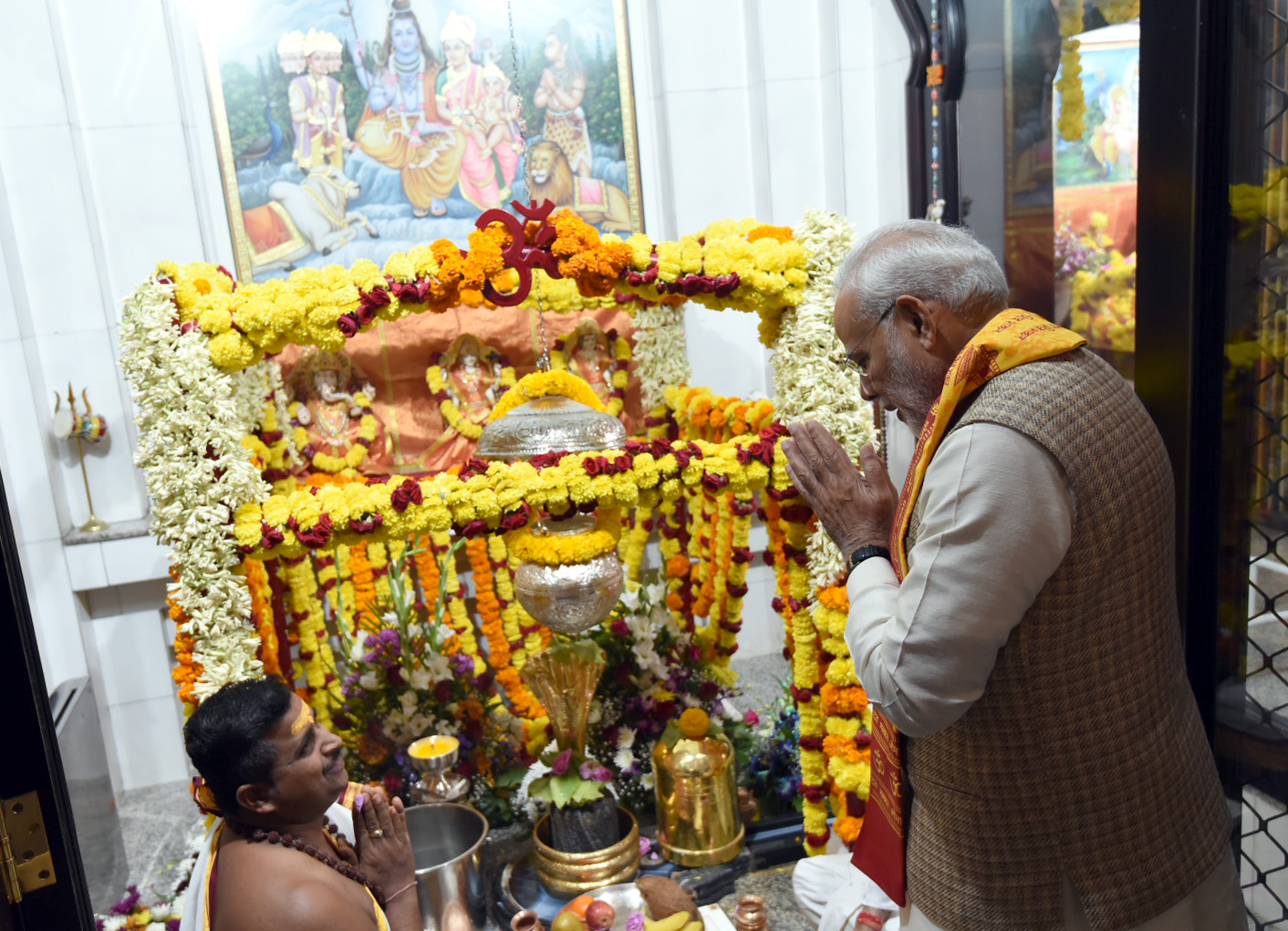
2018年2月印度總理納倫德拉·莫迪參訪